# Astrolabe (Schiff)

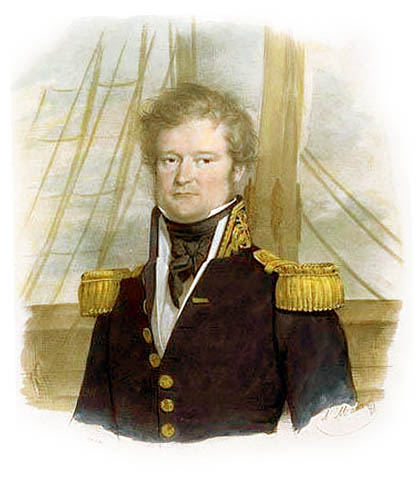
Jules Dumont d’Urville

Die Astrolabe war eine Gabarre, die als Expeditionsschiff des Jules Dumont d’Urville bekannt ist.
Sie wurde auf der Werft in La Seyne-sur-Mer als Pferdetransporter gebaut und am 9. Juli 1814 auf den Namen La Coquille getauft. Später wurde sie von der Französischen Marine zum Expeditionsschiff umgebaut und 1826 in Astrolabe umbenannt. Das Schiff wurde nach einem gleichnamigen Vorgänger benannt, der Name ist die französische Bezeichnung für das Navigationsinstrument Astrolabium, eines Vorgängers des Sextanten.

## Reise unter Louis Isidore Duperrey
Die Umrundung der Welt von 1822 bis 1825 stand unter Kommando von Louis Isidore Duperrey. Erster Offizier der La Coquille war Jules Dumont d’Urville, Schiffsarzt und Naturforscher René-Primevère Lesson. Im März 1825 brachten Lesson und Dumont eine beeindruckende Sammlung von Tieren und Pflanzen nach Frankreich zurück. Diese hatten sie auf den Falklandinseln, an den Küsten von Chile und Peru, auf den Inselgruppen im Pazifik und in Neuseeland, Neuguinea und Australien gesammelt.
Während der Reise verbrachte das Schiff 1824 zwei Wochen in der Bay of Islands auf der Nordinsel Neuseelands. Auf der Rückreise nach Frankreich segelte das Schiff durch die Ellice Islands (heute Tuvalu).

## Erste Reise unter Jules Dumont d’Urville
1826 wurde die La Coquille zu Ehren eines der Schiffe von La Pérouse in Astrolabe umbenannt. Am 22. April 1826 lief sie von Toulon Richtung Pazifik für eine auf drei Jahre geplante Weltumsegelung aus.
Die Astrolabe erkundete Teile Neuseelands. Im Januar 1827 kam d’Urville in der Tasman Bay im Norden der Südinsel an. Eine Anzahl geografischer Objekte um die Bucht wurden nach d’Urville und seiner Mannschaft benannt, darunter Rangitoto ki te Tonga/D’Urville Island, French Pass und die Torrent Bay. D’Urville segelte dann die Ostküste der Nordinsel entlang. Am 12. März 1827 fuhr die Astrolabe wieder in die Bay of Islands ein.
Die Astrolabe besuchte dann Fidschi, danach zeichnete d’Urville die ersten Reliefkarten der Loyalitätsinseln (Teil des französischen New Caledonia) und erkundete die Küsten von Neuguinea. Er bestätigte die Koordinaten von La Pérouses Schiffbruch in Vanikoro (eine der Santa Cruz Islands im Archipel der Solomon Islands) und sammelte zahlreiche Reste seiner Boote. Die Reise setzte sich mit der Erstellung von Karten von Teilen der Caroline Islands und der Molukken fort. Die Astrolabe kehrte am 25. März 1829 nach Marseille zurück.

## Zweite Reise unter Jules Dumont d’Urville
Dumont d’Urville wollte den Pazifik weiter erkunden. König Louis-Philippe ordnete jedoch an, dass die nächste Expedition Richtung Magnetischer Südpol führen sollte und man diesen für Frankreich in Besitz nehmen solle. Wenn das nicht möglich sei, sollte Dumonts Expedition den bislang südlichsten Punkt von 74° 34′ S, den James Weddell 1823 erreicht hatte, überschreiten. So wurde Frankreich Teil des internationalen Wettstreites in der Polarforschung. Die Astrolabe und die Zélée liefen am 7. September 1837 von Toulon aus.
Nach Erreichen der South Orkney Islands fuhr das Schiff zu den South Shetland Islands und der Bransfield Strait. Trotz dichten Nebels sichtete man Land, das bisher auf den Karten nur ungenau skizziert war. Dumont d’Urville benannte „Terre de Louis-Philippe“ (heute Graham Land), die Joinville-Inseln und Rosamel Island (heute Andersson Island). Da der Großteil der Mannschaft an Skorbut litt, akzeptierte d’Urville Ende Februar 1838, dass ein weiterer Vorstoß nach Süden unmöglich sei. Er zweifelte weiterhin an, dass Weddell die von ihm angegebene Koordinaten tatsächlich erreicht hatte. Deshalb fuhr er nach Talcahuano in Chile, wo er für die an Skorbut Erkrankten ein provisorisches Krankenhaus einrichtete.
Die Schiffe fuhren dann zu den Marquesas und dann nach Hobart in Australien. Die Expedition folgte der Küste der Antarktis und führte Experimente zur Bestimmung der ungefähren Lage des magnetischen Südpoles aus. Sie sichteten die Porpoise der United States Exploring Expedition unter Charles Wilkes. Er machte jedoch ein Ausweichmanöver und verschwand im Nebel. Am 1. Februar 1840 beschloss d’Urville, wieder nach Hobart zurückzukehren, das die Schiffe 17 Tage später erreichten. Sie waren vor Ort, als die zwei Schiffe der Antarktisexpedition von James Ross eintrafen.
Am 25. Februar 1840 fuhren die Schiffe Richtung Auckland Islands, wo Messungen des Erdmagnetfeldes erfolgten. Die Expedition kehrte über Neuseeland, die Torresstraße, Timor, Réunion, Saint Helena nach Toulon zurück, wo sie am 6. November 1840 eintraf.

## Nachwirkung
Das Astrolabe-Subglazialbecken, der Astrolabe-Gletscher, die Astrolabe Needle, Astrolabe Island in der Antarktis sowie das Great Astrolabe Reef (vor Kadavu in Fidschi) und das Astrolabe Reef in Neuseeland tragen den Namen des Schiffes.

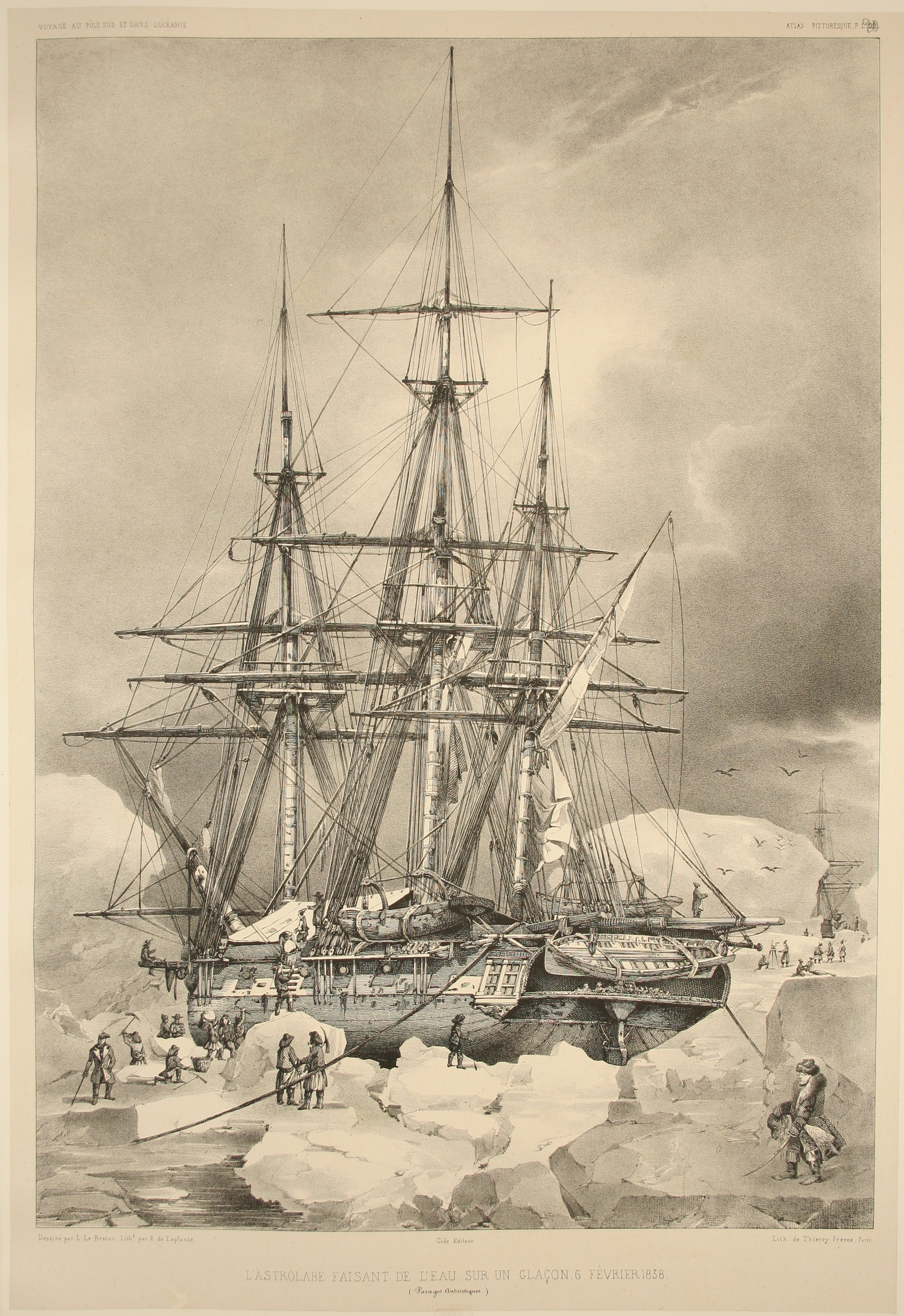
Die Besatzung der Astrolabe gewinnt aus einem Eisberg Trinkwasser, 6. Februar 1838.
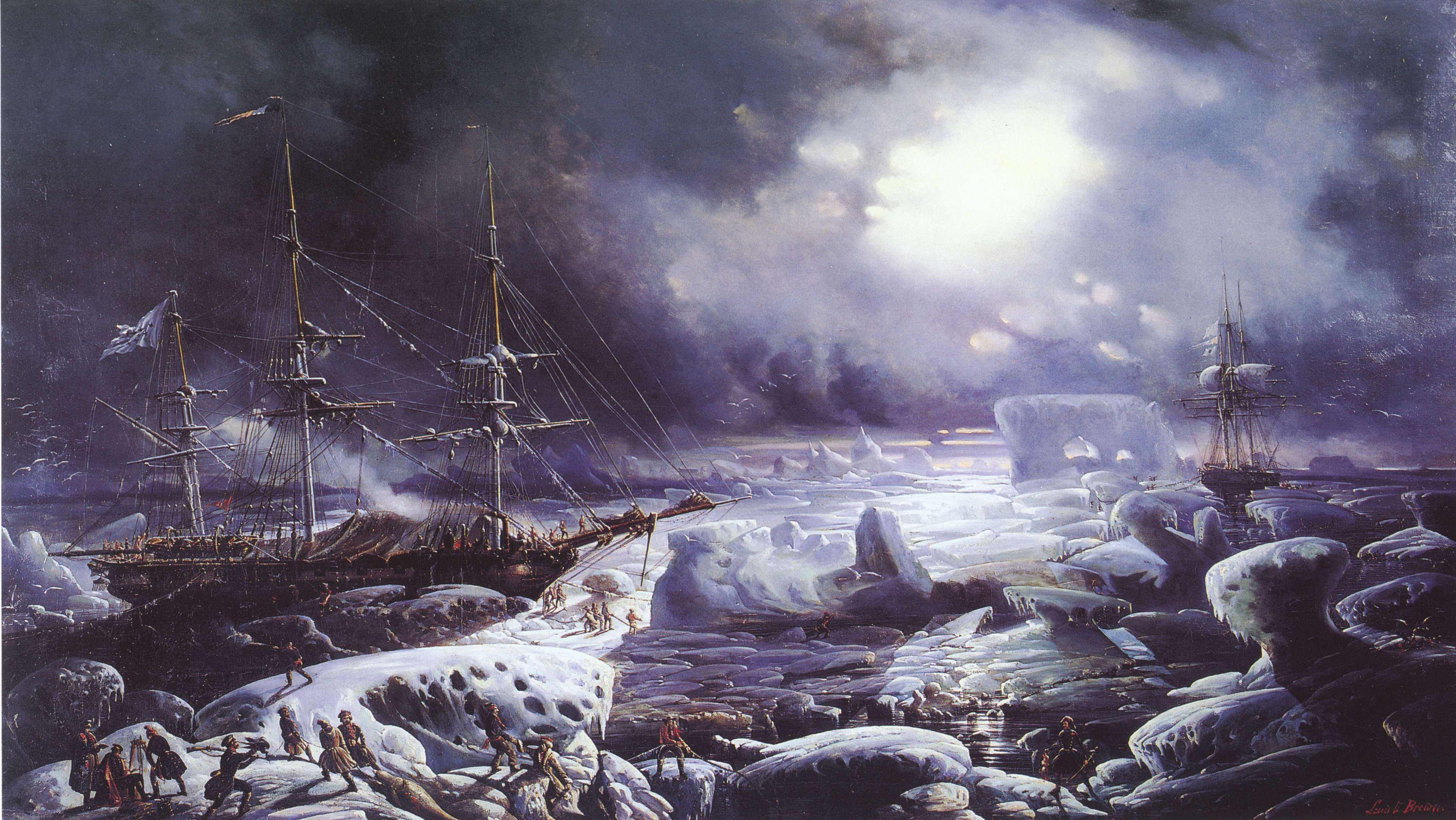
The Astrolabe und Zélée gestrandet im Südmeer
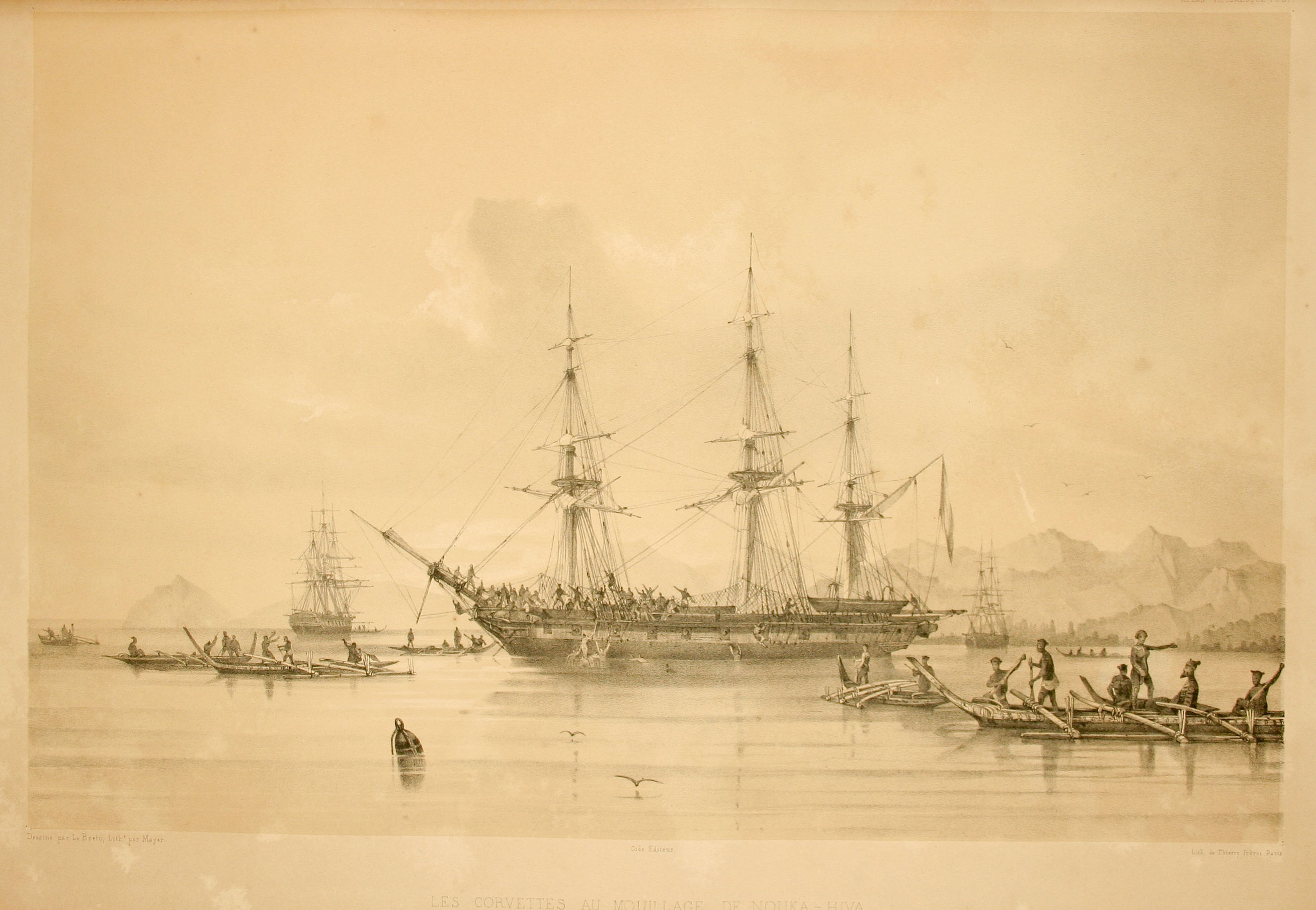
Astrolabe in der Anna-Maria-Bucht